# Meccanica del contatto

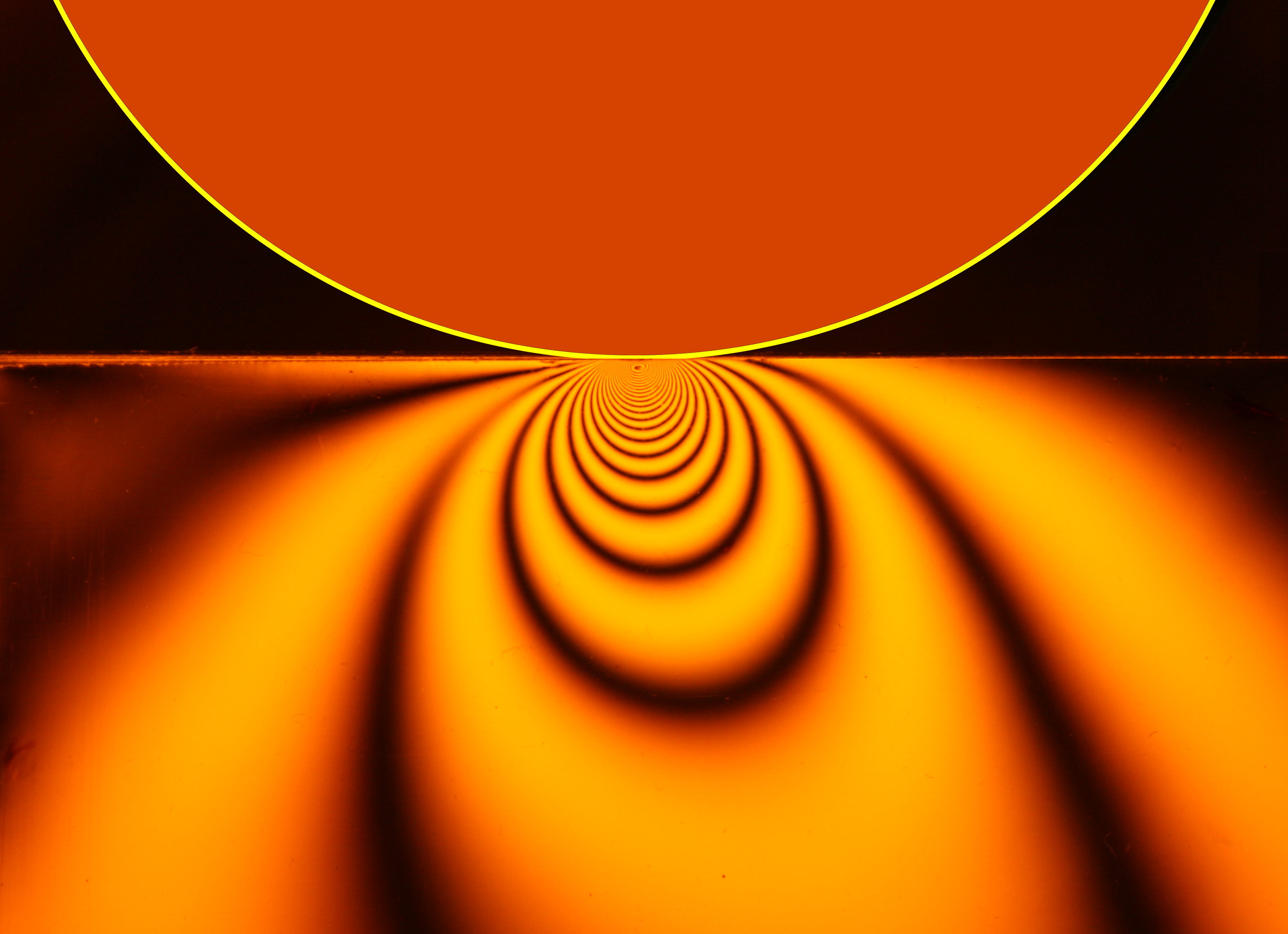
Le tensioni in un'area di contatto caricata simultaneamente con una forza normale e tangenziale. Le tensioni sono state rese visibili usando la fotoelasticità.

La meccanica del contatto è lo studio della deformazione di solidi che si toccano in uno o più punti. La formulazione fisica e matematica dell'argomento si basa sulla meccanica dei materiali e sulla meccanica del continuo e si concentra su calcoli che coinvolgono corpi elastici, viscoelastici e plastici in contatto statico o dinamico. Gli aspetti centrali nella meccanica del contatto sono le pressioni e l'adesione che agiscono perpendicolarmente alle superfici dei corpi a contatto, la direzione normale e le tensioni di attrito che agiscono tangenzialmente tra le superfici. Questo articolo si concentra principalmente sulla direzione normale, cioè sulla meccanica del contatto senza attrito. La meccanica del contatto con attrito è descritta separatamente.

## Storia

Quando una sfera viene premuta contro un materiale elastico, l'area di contatto aumenta.

La meccanica del contatto classica è associata più in particolare con Heinrich Hertz. Nel 1882, Hertz risolse il problema del contatto di due corpi elastici con superfici curve. Questa soluzione classica, ancora pertinente, fornisce un fondamento per i problemi moderni della meccanica del contatto. Ad esempio, in ingegneria meccanica e in tribologia, la tensione di contatto hertziana è una descrizione della tensione all'interno di parti accoppiate. La tensione di contatto hertziana di solito si riferisce alla tensione vicino all'area di contatto tra due sfere di raggio diverso.
Fu solo quasi cento anni dopo che Johnson, Kendall e Roberts trovarono una soluzione simile per il caso di contatto adesivo. Questa teoria fu rifiutata da Boris Derjagin e dai collaboratori che proposero una diversa teoria dell'adesione negli anni 1970. Il modello di Derjagin finì per essere conosciuto come il modello DMT (da Derjagin, Muller e Toporov), e il modello di Johnson et al. finì per essere conosciuto come il modello JKR (da Johnson, Kendall e Roberts) per il contatto elastico adesivo. Questo rifiuto si rivelò strumentale nello sviluppo dei parametri di Tabor e in seguito di Maugis che quantificano quale modello di contatto (dei modelli JKR e DMT) rappresenta meglio il contatto adesivo per materiali specifici.
Ulteriori progressi nel campo della meccanica del contatto a metà del XX secolo possono essere attribuiti a nomi come Bowden e Tabor. Bowden e Tabor furono i primi a enfatizzare l'importanza della rugosità delle superfici per i corpi a contatto. Attraverso l'indagine sulla rugosità delle superfici, si trova che la vera area di contatto tra gli elementi in attrito è minore dell'area di contatto apparente. Tale conoscenza cambiò drasticamente anche la direzione delle iniziative in tribologia. Le opere di Bowden e Tabor produssero varie teorie sulla meccanica del contatto delle superfici rugose.
Nella discussione dei lavori pionieristici in questo campo devono essere menzionati anche i contributi di Archard (1957). Archard concluse che, anche per le superfici elastiche rugose, l'area di contatto è approssimativamente proporzionale alla forza normale. Ulteriori importanti intuizioni lungo queste linee furono fornite da Greenwood e Williamson (1966), Bush (1975), e Persson (2002). Le principali scoperte di queste opere furono che la vera superficie di contatto nei materiali rugosi è generalmente proporzionale alla forza normale, mentre i parametri dei microcontatti individuali (cioè pressione, dimensione del microcontatto) sono solo debolmente dipendenti dal carico.

## Caratteristiche
La meccanica del contatto è fondamentale per il campo dell'ingegneria meccanica; essa fornisce le informazioni necessarie per la progettazione sicura ed energeticamente efficiente di sistemi tecnici e per lo studio della tribologia e della durezza di indentazione. I principi della meccanica del contatto possono essere applicati in aree quali il contatto ruota della locomotiva-rotaia, dispositivi di frizione, sistemi frenanti, pneumatici, cuscinetti, motori a combustione, snodi meccanici, guarnizioni sigillanti, lavorazione dei metalli, formatura dei metalli, saldatura a ultrasuoni, contatti elettrici e molte altre. Le sfide attuali poste di fronte in questo campo possono includere l'analisi delle sollecitazioni degli elementi in contatto e in accoppiamento e l'influenza della lubrificazione e della progettazione dei materiali sull'attrito e sull'usura. Le applicazioni della meccanica del contatto si estendono inoltre nel campo delle micro e delle nanotecnologie.
Il lavoro originale sulla meccanica del contatto risale al 1882 con la pubblicazione del saggio Sul contatto dei solidi elastici rigidi. Hertz stava tentando di capire come le proprietà ottiche di lenti multiple, impilate potrebbero cambiare con la forza che le tiene insieme. La tensione di contatto hertziano si riferisce alle tensioni localizzate che si sviluppano quando due superfici curve vengono a contatto e si deformano lievemente sotto i carichi imposti. Questo ammontare di deformazione dipende dal modulo di elasticità del materiale a contatto. Esso dà la tensione di contatto in funzione della forza di contatto normale, dei raggi di curvatura e del modulo di elasticità di entrambi i corpi. La tensione di contatto hertziano costituisce il fondamento delle equazioni per le capacità di portata dei carichi e la resistenza alla fatica nei cuscinetti, negli ingranaggi e in qualsiasi altro corpo dove sono a contatto due superfici.

## Soluzioni classiche per il contatto elastico non adesivo
La teoria del contatto tra corpi elastici può essere usata per trovare le aree di contatto e le profondità di indentazione per geometrie semplici. Alcune soluzioni usate comunemente sono elencate sotto. La teoria usata per calcolare queste soluzioni è discussa in seguito nell'articolo.

### Contatto tra una sfera e un semispazio elastico

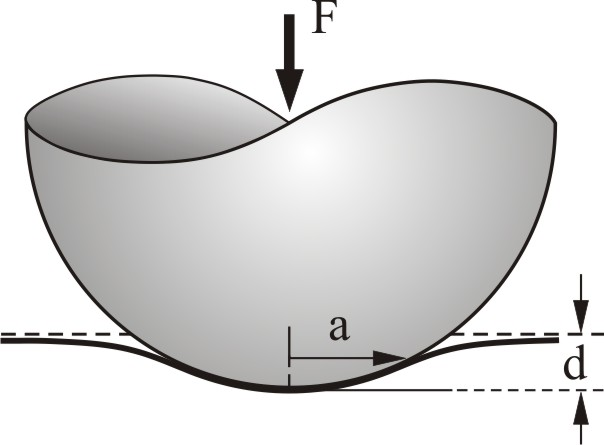
Contatto tra una sfera e un semispazio elastico.

Una sfera elastica di raggio {\displaystyle R} "indenta" (cioè penetra) un semispazio alla profondità {\displaystyle d}, e crea così un'area di contatto di raggio 
{\displaystyle a={\sqrt {Rd}}} , per {\displaystyle a<<R} .
La forza applicata {\displaystyle F} è legata allo spostamento {\displaystyle d} da
{\displaystyle F={\tfrac {4}{3}}E^{*}R^{1/2}d^{3/2}}
dove
{\displaystyle {\frac {1}{E^{*}}}={\frac {1-\nu _{1}^{2}}{E_{1}}}+{\frac {1-\nu _{2}^{2}}{E_{2}}}}
e  {\displaystyle E_{1}}, {\displaystyle E_{2}} sono i moduli di elasticità e {\displaystyle \nu _{1}}, {\displaystyle \nu _{2}} i coefficienti di Poisson associati con ciascun corpo.

### Contatto tra due sfere

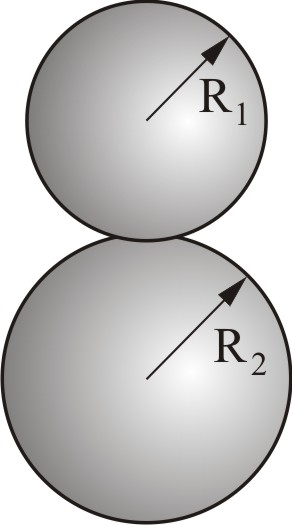
Contatto tra due sfere.

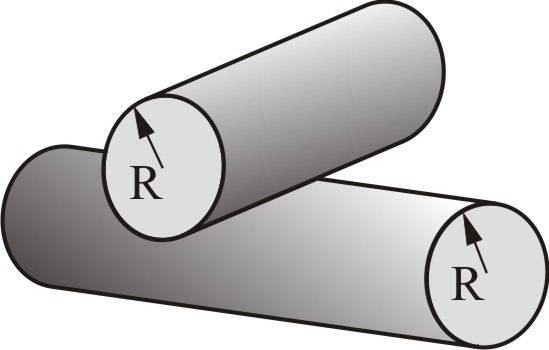
Contatto tra due cilindri incrociati di uguale raggio.

Per il contatto tra due sfere di raggio {\displaystyle R_{1}} e {\displaystyle R_{2}}, l'area di contatto è un cerchio di raggio {\displaystyle a}. La distribuzione della trazione normale nell'area di contatto in funzione della distanza dal centro del cerchio è
{\displaystyle p(r)=p_{0}\left(1-{\frac {r^{2}}{a^{2}}}\right)^{1/2}}
dove {\displaystyle p_{0}} è la pressione di contatto massima data da
{\displaystyle p_{0}={\cfrac {3F}{2\pi a^{2}}}={\cfrac {1}{\pi }}\left({\cfrac {6F{E^{*}}^{2}}{R^{2}}}\right)^{1/3}} ,
dove a sua volta il raggio effettivo {\displaystyle R} è definito come
{\displaystyle {\frac {1}{R}}={\frac {1}{R_{1}}}+{\frac {1}{R_{2}}}} .
Il raggio del cerchio è legato al carico applicato {\displaystyle F} dall'equazione
{\displaystyle a^{3}={\cfrac {3FR}{4E^{*}}}} .
La profondità di indentazione {\displaystyle d} è legata alla pressione di contatto massima da
{\displaystyle d={\cfrac {a^{2}}{2R}}={\cfrac {1}{2}}\left({\cfrac {9F^{2}}{16R{E^{*}}^{2}}}\right)^{1/3}} .
Lo sforzo di taglio massimo si presenta all'interno a {\displaystyle z\approx 0,49a} per {\displaystyle \nu =0,33}.

### Contatto tra due cilindri incrociati di uguale raggioR{\displaystyle R}
Questo è equivalente al contatto tra una sfera di raggio {\displaystyle R} e un piano (vedi sopra).

### Contatto tra un cilindro rigido e un semispazio elastico

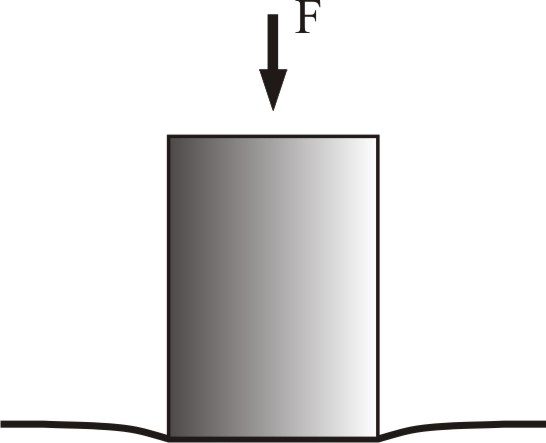
Contatto tra un indentatore cilindrico rigido e un semispazio elastico.

Se un cilindro viene premuto in un semispazio elastico, crea una distribuzione di pressione descritta da
{\displaystyle p(r)=p_{0}\left(1-{\frac {r^{2}}{a^{2}}}\right)^{-1/2}}
dove {\displaystyle a} è il raggio del cilindro e
{\displaystyle p_{0}={\frac {1}{\pi }}E^{*}{\frac {d}{a}}} .
La relazione tra la profondità di indentazione e la forza normale è data da
{\displaystyle F=2aE^{*}d\,} .

### Contatto tra un indentatore conico rigido e un semispazio elastico

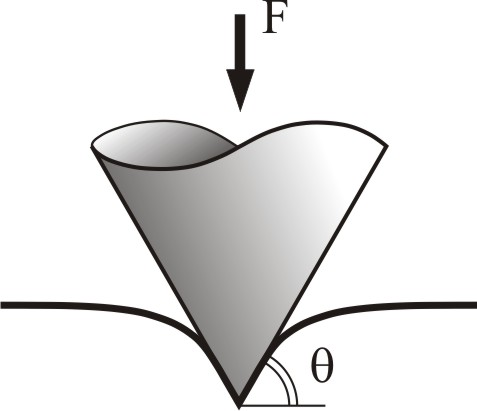
Contatto tra un indentatore conico rigido e un semispazio elastico.

Nel caso dell'indentazione di un semispazio elastico avente modulo di Young {\displaystyle E} che usa un indentatore conico rigido, la profondità della regione di contatto {\displaystyle \epsilon } e il raggio di contatto {\displaystyle a} sono legati da
{\displaystyle \epsilon =a\tan \theta }
con {\displaystyle \theta } definito come l'angolo tra il piano e la superficie laterale del cono. La profondità totale dell'indentazione {\displaystyle d} è data da
{\displaystyle d={\frac {\pi }{2}}\epsilon } .
La forza totale è
{\displaystyle F={\frac {\pi E}{2\left(1-\nu ^{2}\right)}}a^{2}\tan \theta ={\frac {2E}{\pi \left(1-\nu ^{2}\right)}}{\frac {d^{2}}{\tan \theta }}} .
La distribuzione di pressione è data da
{\displaystyle p{\left(r\right)}={\frac {Ed}{\pi a\left(1-\nu ^{2}\right)}}\ln \left({\frac {a}{r}}+{\sqrt {\left({\frac {a}{r}}\right)^{2}-1}}\right)={\frac {Ed}{\pi a\left(1-\nu ^{2}\right)}}\cosh ^{-1}\left({\frac {a}{r}}\right)} .
La tensione ha una singolarità logaritmica alla punta del cono.

### Contatto tra due cilindri con assi paralleli

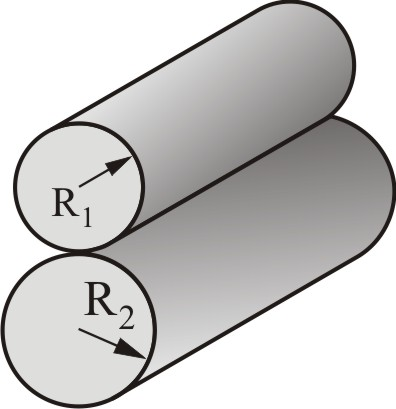
Contatto tra due cilindri con assi paralleli.

Nel contatto tra due cilindri con assi paralleli, la forza è linearmente proporzionale alla profondità di indentazione:
{\displaystyle F={\frac {\pi }{4}}E^{*}Ld} .
I raggi di curvatura sono interamente assenti da questa relazione. Il raggio di contatto è descritto attraverso l'abituale relazione
{\displaystyle a={\sqrt {Rd}}}
con
{\displaystyle {\frac {1}{R}}={\frac {1}{R_{1}}}+{\frac {1}{R_{2}}}}
come nel contatto tra due sfere. La pressione massima è uguale a
{\displaystyle p_{0}=\left({\frac {E^{*}F}{\pi LR}}\right)^{1/2}} .

### Il metodo della riduzione di dimensionalità

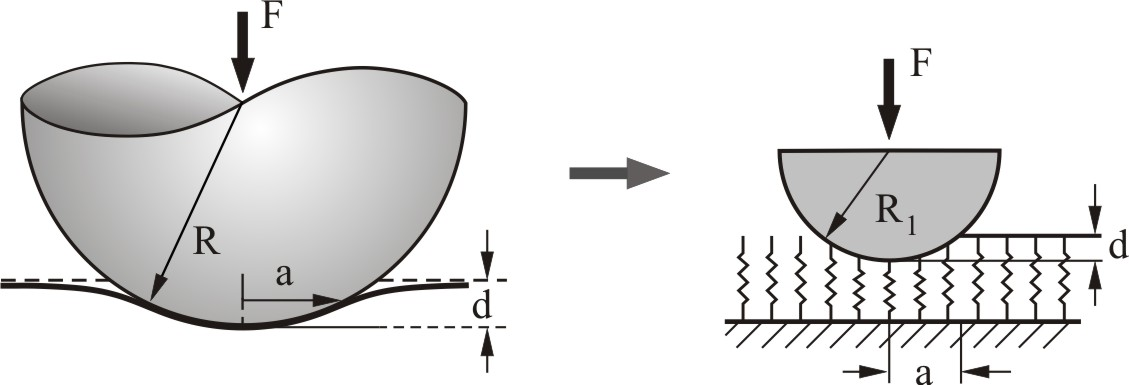
Contatto tra una sfera e un semispazio elastico e un modello unidimensionale sostituito.

Molti problemi di contatto possono essere facilmente risolti con il metodo della riduzione di dimensionalità (MRD). In questo metodo, lo spazio tridimensionale iniziale è sostituito con il contatto di un corpo con un sottofondo elastico o viscoelastico lineare (vedi figura). Le proprietà dei sistemi unidimensionali in tal modo coincidono esattamente con quelle del sistema tridimensionale originale, se la forma dei corpi è modificata e gli elementi del sottofondo sono definiti secondo le regole del MRD.

## Teoria hertziana del contatto elastico non adesivo
La teoria elastica del contatto si focalizzava primariamente sul contatto non adesivo dove a nessuna forza di tensione è consentito di presentarsi all'interno dell'area di contatto, cioè i corpi a contatto possono essere separati senza forze di adesione. Sono stati usati vari approcci analitici e numerici per risolvere i problemi di contatto che soddisfano la condizione di non adesione. Forze e momenti complessi sono trasmessi tra i corpi dove essi si toccano, così i problemi nella meccanica del contatto possono diventare alquanto sofisticati. In aggiunta, le tensioni di contatto sono solitamente una funzione non lineare della deformazione. Per semplificare la procedura della soluzione, si definisce solitamente un sistema di riferimento nel quale gli oggetti (eventualmente in moto relativo tra loro) sono statici. Essi interagiscono attraverso le trazioni di superficie (o pressioni/tensioni) alla loro interfaccia.
Come esempio, si considerino due oggetti che si incontrino in qualche superficie {\displaystyle S} nel piano ({\displaystyle x},{\displaystyle y}) con l'asse {\displaystyle z} assunto normale alla superficie. Uno dei corpi sperimenterà una distribuzione di pressione {\displaystyle p_{z}=p(x,y)=q_{z}(x,y)} diretta normalmente e distribuzioni della trazione di superficie nel piano {\displaystyle q_{x}=q_{x}(x,y)} e {\displaystyle q_{y}=q_{y}(x,y)} sulla regione {\displaystyle S}. In termini di un equilibrio di forze newtoniano, le forze
{\displaystyle P_{z}=\int _{S}p(x,y)~\mathrm {d} A~;~~Q_{x}=\int _{S}q_{x}(x,y)~\mathrm {d} A~;~~Q_{y}=\int _{S}q_{y}(x,y)~\mathrm {d} A}
devono essere uguali e opposte alle forze stabilite nell'altro corpo. Ai momenti corrispondenti a queste forze:
{\displaystyle M_{x}=\int _{S}y~p(x,y)~\mathrm {d} A~;~~M_{y}=\int _{S}x~p(x,y)~\mathrm {d} A~;~~M_{z}=\int _{S}[x~q_{y}(x,y)-y~q_{x}(x,y)]~\mathrm {d} A}
si richiede anche di annullare le forze tra i corpi così che essi siano cinematicamente immobili.

### Assunzioni sulla teoria hertziana
Nel determinare i problemi di contatto hertziano si fanno le seguenti assunzioni:
- le deformazioni sono piccole ed entro il limite elastico,
- ciascun corpo può essere considerato un semispazio elastico, cioè l'area di contatto è molto più piccola del raggio caratteristico del corpo,
- le superfici sono continue e non conformi, e
- le superfici sono prive di attrito.

Complicazioni aggiuntive sorgono quando alcune o tutte queste assunzioni sono violate e tali problemi di contatto sono solitamente chiamati non hertziani.

### Tecniche di soluzione analitica

Contatto tra due sfere.

I metodi di soluzione analitica per il problema del contatto non adesivo possono essere classificati in due tipi in base alla geometria dell'area di contatto. Un contatto conforme è quello in cui i due corpi si toccano in punti multipli prima che abbia luogo qualsiasi deformazione (ossia essi semplicemente "vanno bene insieme"). Un contatto non conforme è quello in cui le forme dei corpi sono abbastanza dissimili perché, sotto carico zero, si tocchino soltanto in un punto (o possibilmente lungo una linea). Nel caso non conforme, l'area di contatto è piccola paragonata alle dimensioni degli oggetti e le tensioni sono altamente concentrate in quest'area. Tale contatto è chiamato concentrato, o altrimenti diversificato.
Un approccio comune dell'elasticità lineare è sovrapporre un numero di soluzioni ciascuna delle quali corrisponde a un carico puntuale che agisce sull'area di contatto. Ad esempio, nel caso di caricamento di un semipiano, la soluzione di Flamant è spesso usata come punto di partenza e poi generalizzata a varie forme dell'area di contatto. Gli equilibri delle forze e dei momenti tra i due corpi a contatto agiscono come vincoli aggiuntivi alla soluzione.

#### Contatto puntuale su un semipiano (bidimensionale)

Schema del caricamento su un piano da parte della forza P in un punto (0,0).

Un punto di partenza per risolvere i problemi di contatto è capire l'effetto di un "carico puntuale" applicato a un semipiano elastico isotropo, omogeneo e lineare, mostrato nella figura a destra. Il problema può essere o uno sforzo piano o una deformazione piana. Questo è un problema con condizioni al contorno di elasticità lineare soggetto alle condizioni al contorno:
{\displaystyle \sigma _{xz}(x,0)=0~;~~\sigma _{z}(x,z)=-P\delta (x,z)}
dove {\displaystyle \delta (x,z)} è la funzione delta di Dirac. Le condizioni al contorno affermano che non ci sono sforzi di taglio sulla superficie e che una singola forza normale P è applicata in (0,0). Applicare queste condizioni alle equazioni che governano l'elasticità produce il risultato
{\displaystyle {\begin{aligned}\sigma _{xx}&=-{\frac {2P}{\pi }}{\frac {x^{2}z}{(x^{2}+z^{2})^{2}}}\\\sigma _{zz}&=-{\frac {2P}{\pi }}{\frac {z^{3}}{(x^{2}+z^{2})^{2}}}\\\sigma _{xz}&=-{\frac {2P}{\pi }}{\frac {xz^{2}}{(x^{2}+z^{2})^{2}}}\end{aligned}}}
per un qualche punto, {\displaystyle (x,y)}, nel semipiano. Il cerchio mostrato nella figura indica una superficie sulla quale lo sforzo di taglio massimo è costante. Da questo campo di sforzo, possono essere determinate le componenti della deformazione e quindi gli spostamenti di tutti i punti materiali.

#### Contatto lineare su un semipiano (bidimensionale)

##### Caricamento normale su una regione(a,b){\displaystyle (a,b)}
Si supponga che, piuttosto che un carico puntuale {\displaystyle P}, sia applicato invece alla superficie un carico distribuito {\displaystyle p(x)}, sull'intervallo {\displaystyle a<x<b}. Il principio di sovrapposizione lineare può essere applicato per determinare il campo di tensione risultante come soluzione alle equazioni  integrali:
{\displaystyle {\begin{aligned}\sigma _{xx}&=-{\frac {2z}{\pi }}\int _{a}^{b}{\frac {p(x')(x-x')^{2}\,dx'}{[(x-x')^{2}+z^{2}]^{2}}}~;~~\sigma _{zz}=-{\frac {2z^{3}}{\pi }}\int _{a}^{b}{\frac {p(x')\,dx'}{[(x-x')^{2}+z^{2}]^{2}}}\\\sigma _{xz}&=-{\frac {2z^{2}}{\pi }}\int _{a}^{b}{\frac {p(x')(x-x')\,dx'}{[(x-x')^{2}+z^{2}]^{2}}}\end{aligned}}} .

##### Caricamento di taglio su una regione(a,b){\displaystyle (a,b)}
Lo stesso principio si applica per il caricamento sulla superficie nel piano. Questi tipi di trazioni tenderebbero a sorgere come risultato dell'attrito. La soluzione è simile a quella di sopra (sia per i carichi singoli {\displaystyle Q} che per quelli distribuiti {\displaystyle q(x)}), ma lievemente alterata:
{\displaystyle {\begin{aligned}\sigma _{xx}&=-{\frac {2}{\pi }}\int _{a}^{b}{\frac {q(x')(x-x')^{3}\,dx'}{[(x-x')^{2}+z^{2}]^{2}}}~;~~\sigma _{zz}=-{\frac {2z^{2}}{\pi }}\int _{a}^{b}{\frac {q(x')(x-x')\,dx'}{[(x-x')^{2}+z^{2}]^{2}}}\\\sigma _{xz}&=-{\frac {2z}{\pi }}\int _{a}^{b}{\frac {q(x')(x-x')^{2}\,dx'}{[(x-x')^{2}+z^{2}]^{2}}}\end{aligned}}} .
Questi stessi risultati possono essere sovrapposti a quelli dati per il caricamento normale per trattare carichi più complessi.

#### Contatto puntuale su un semispazio a tre dimensioni
Analogamente alla soluzione di Flamant per il semispazio bidimensionale, soluzioni fondamentali sono note anche per il semispazio tridimensionale linearmente elastico. Tali soluzioni furono trovate da Boussinesq per un carico normale concentrato e da Cerutti per un carico tangenziale. Vedi su questo la sezione in Teoria dell'elasticità.

### Tecniche di soluzione numeriche
Non si devono fare distinzioni tra contatto conforme e non conforme quando si impiegano schemi di soluzione numerici per risolvere i problemi di contatto. Questi metodi non fanno affidamento su ulteriori assunzioni all'interno del processo di soluzione perché si basano unicamente sulla formulazione generale delle equazioni sottostanti. Oltre alle equazioni standard che descrivono la deformazione e il moto dei corpi possono essere formulate due disuguaglianze aggiuntive. La prima restringe semplicemente il moto e la deformazione dei corpi in base all'assunzione che non possa avvenire nessuna penetrazione. Quindi il divario {\displaystyle g_{N}} tra i due corpi può essere soltanto positivo o uguale a zero
{\displaystyle g_{N}\geq 0}
dove {\displaystyle g_{N}=0} denota il contatto. La seconda assunzione nella meccanica del contatto è legata al fatto che nessuna forza di tensione ha la possibilità di manifestarsi nell'area di contatto (i corpi a contatto possono essere sollevati senza forze di adesione). Questo conduce a una disuguaglianza alla quale le tensioni devono ubbidire in corrispondenza dell'area di contatto. È formulata per la pressione di contatto {\displaystyle p_{N}=\mathbf {t} \cdot \mathbf {n} }
{\displaystyle p_{N}\leq 0\,.}
Poiché per il contatto, {\displaystyle g_{N}=0}, la pressione del contatto è sempre negativa, {\displaystyle p_{N}<0}, e inoltre per il non contatto il divario è aperto, {\displaystyle g_{N}>0}, e la pressione del contatto è zero, {\displaystyle p_{N}=0}, la cosiddetta forma di Kuhn-Tucker dei vincoli del contatto può essere scritta come
{\displaystyle g_{N}\geq 0\,,\quad p_{N}\leq 0\,,\quad p_{N}\,g_{N}=0\,.}
Queste condizioni sono valide in modo generale. La formulazione matematica del divario dipende dalla cinematica della sottostante teoria dei solidi (ad es., solido lineare e non lineare in due o tre dimensioni, modello della trave o del guscio).

## Contatto non adesivo tra superfici rugose
Quando due corpi con superfici rugose sono premuti l'uno contro l'altro, la vera superficie di contatto {\displaystyle A} è molto più piccola dell'area di contatto apparente {\displaystyle A_{0}}. Nel contatto fra una superficie "rugosa a caso" e un semispazio elastico, l'area di contatto vera è legata alla forza normale {\displaystyle F} da
{\displaystyle A={\frac {\kappa }{E^{*}h'}}F}
con {\displaystyle h'} uguale alla radice della media dei quadrati (nota anche come la media quadratica) della pendenza della superficie e {\displaystyle \kappa \approx 2} . La pressione mediana nella superficie di contatto vera
{\displaystyle p_{\mathrm {av} }={\frac {F}{A}}\approx {\frac {1}{2}}E^{*}h'}
può essere ragionevolmente stimata come metà del modulo elastico effettivo {\displaystyle E^{*}} moltiplicata per la media quadratica della pendenza della superficie {\displaystyle h'} .
Per la situazione in cui le asperità sulle due superfici hanno una distribuzione gaussiana delle altezze e i picchi si possono assumere come sferici, la pressione di contatto media è sufficiente a causare lo snervamento quando {\displaystyle p_{\mathrm {av} }=1,1\sigma _{y}\approx 0,39\sigma _{0}} dove {\displaystyle \sigma _{y}} è la tensione di snervamento uniassiale e {\displaystyle \sigma _{0}} è la durezza di indentazione. Greenwood e Williamson definirono un parametro adimensionale {\displaystyle \Psi } chiamato indice di plasticità che poteva essere usato per determinare se il contatto fosse elastico o plastico.
Il modello di Greenwood-Williamson richiede la conoscenza di due quantità statisticamente dipendenti: la deviazione standard della rugosità delle superfici e la curvatura dei picchi delle asperità. Una definizione alternativa dell'indice di plasticità è stata data da Mikic. Lo snervamento si presenta quando la pressione è maggiore della tensione di snervamento uniassiale. Poiché la tensione di snervamento è proporzionale alla durezza di indentazione {\displaystyle \sigma _{0}}, Micic definì che l'indice di plasticità per il contatto elastico-plastico è
{\displaystyle \Psi ={\frac {E^{*}h'}{\sigma _{0}}}>{\tfrac {2}{3}}~.}
In questa definizione {\displaystyle \Psi } rappresenta la micro-rugosità in uno stato di plasticità completa e solo una quantità statistica, la media quadratica della pendenza, è necessario che possa essere calcolata dalle misure delle superfici. Per {\displaystyle \Psi <{\tfrac {2}{3}}}, la superficie si comporta elasticamente durante il contatto.
Sia nel modello di Greenwood-Williamson che in quello di Mikic si assume che il carico sia proporzionale all'area deformata. Quindi, che il sistema si comporti plasticamente o elasticamente è indipendente dalla forza normale applicata.

## Contatto adesivo tra corpi elastici
Quando due superfici solide sono portate in stretta prossimità, esse sperimentano le forze attrattive di van der Waals. Il modello di van der Waals di Bradley fornisce un mezzo per calcolare la forza di trazione tra due sfere rigide con superfici perfettamente levigate. Il modello di contatto hertziano non considera possibile l'adesione. Tuttavia, alla fine degli anni 1960, furono osservate parecchie contraddizioni quando la teoria di Hertz fu confrontata con gli esperimenti che implicavano il contatto tra sfere di gomma e di vetro.
Si osservò che, benché la teoria di Hertz si applicasse ai grandi carichi, ai bassi carichi
- l'area di contatto era più grande di quella prevista dalla teoria di Hertz,
- l'area di contatto aveva un valore diverso da zero anche quando il carico era rimosso, e
- c'era adesione forte se le superfici a contatto erano pulite e asciutte.

Questo indicava che erano all'opera forze adesive. I modelli di Johnson-Kendall-Roberts (JKR) e di Derjagin-Muller-Toporov (DMT) furono i primi a incorporare l'adesione nel contatto hertziano.

### Modello del contatto rigido di Bradley
Si assume comunemente che la forza superficiale tra due piani atomici a una distanza {\displaystyle z} l'uno dall'altro può essere derivata dal potenziale di Lennard-Jones. Con questa assunzione
{\displaystyle F(z)={\cfrac {16\gamma }{3z_{0}}}\left[\left({\cfrac {z}{z_{0}}}\right)^{-9}-\left({\cfrac {z}{z_{0}}}\right)^{-3}\right]}
dove {\displaystyle F} è la forza (positiva nella compressione), {\displaystyle 2\gamma } è l'energia superficiale totale di entrambe le superfici per area unitaria, e {\displaystyle z_{0}} è la separazione di equilibrio di due piani atomici.
Il modello di Bradley si applicava al potenziale di Lennard-Jones per trovare la forza di adesione tra due sfere rigide. Si trova che la forza totale tra le due sfere è
{\displaystyle F_{a}(z)={\cfrac {16\gamma \pi R}{3}}\left[{\cfrac {1}{4}}\left({\cfrac {z}{z_{0}}}\right)^{-8}-\left({\cfrac {z}{z_{0}}}\right)^{-2}\right]~;~~{\frac {1}{R}}={\frac {1}{R_{1}}}+{\frac {1}{R_{2}}}}
dove {\displaystyle R_{1},R_{2}} sono i raggi delle due sfere.
Le due sfere si separano completamente quando si raggiunge la forza di strappo a {\displaystyle z=z_{0}} nel quale punto
{\displaystyle F_{a}=F_{c}=-4\gamma \pi R.}

### Modello del contatto elastico di Johnson-Kendall-Roberts (JKR)

Schema dell'area di contatto per il modello JKR.

Prova JKR con una perla rigida su un materiale planare deformabile: ciclo completo.

Per incorporare l'effetto di adesione nel contatto hertziano, Johnson, Kendall e Roberts formularono la teoria JKR del contatto adesivo usando un equilibrio tra l'energia elastica immagazzinata e la perdita di energia superficiale. Il modello JKR considera l'effetto della pressione di contatto e dell'adesione soltanto dentro l'area di contatto. La soluzione generale per la distribuzione della pressione nell'area di contatto nel modello JKR è
{\displaystyle p(r)=p_{0}\left(1-{\cfrac {r^{2}}{a^{2}}}\right)^{1/2}+p_{0}'\left(1-{\cfrac {r^{2}}{a^{2}}}\right)^{-1/2}} .
Si noti che nella teoria originale di Hertz, il termine contenente {\displaystyle p_{0}'} era trascurato per il motivo che la tensione non poteva essere sostenuta nella zona di contatto. Per il contatto tra due sfere
{\displaystyle p_{0}={\cfrac {2aE^{*}}{\pi R}}~;~~p_{0}'=-\left({\cfrac {4\gamma E^{*}}{\pi a}}\right)^{1/2}}
dove {\displaystyle a\,} è il raggio dell'area di contatto, {\displaystyle F} è la forza applicata, {\displaystyle 2\gamma } è l'energia superficiale totale di entrambe le superfici per area unitaria di contatto,
{\displaystyle R_{i},E_{i},\nu _{i},~~i=1,2} sono i raggi, i moduli di Young e i rapporti di Poisson delle due sfere, e
{\displaystyle {\frac {1}{R}}={\frac {1}{R_{1}}}+{\frac {1}{R_{2}}}~;~~{\frac {1}{E^{*}}}={\frac {1-\nu _{1}^{2}}{E_{1}}}+{\frac {1-\nu _{2}^{2}}{E_{2}}}} .
La distanza di avvicinamento tra le due sfere è data da
{\displaystyle d={\cfrac {\pi a}{2E^{*}}}(p_{0}+2p_{0}')={\cfrac {a^{2}}{R}}} .
L'equazione di Hertz per l'area di contatto tra due sfere, modificata per tenere conto dell'energia superficiale, ha la forma
{\displaystyle a^{3}={\cfrac {3R}{4E^{*}}}\left(F+6\gamma \pi R+{\sqrt {12\gamma \pi RF+(6\gamma \pi R)^{2}}}\right)} .
Quando l'energia superficiale è zero, {\displaystyle \gamma =0}, si recupera l'equazione di Hertz per il contatto tra due sfere. Quando il carico applicato è zero, il raggio del contatto è
{\displaystyle a^{3}={\cfrac {9R^{2}\gamma \pi }{E^{*}}}} .
Si prevede che il carico di trazione al quale le sfere sono separate, cioè {\displaystyle a=0}, sia
{\displaystyle F_{c}=-3\gamma \pi R\,} .
Questa forza è chiamata anche la forza di strappo. Si noti che questa forza è indipendente dai moduli delle due sfere. Tuttavia, c'è un'altra soluzione possibile per il valore di {\displaystyle a} a questo carico. Si tratta dell'area di contatto critica {\displaystyle a_{c}}, data da
{\displaystyle a_{c}^{3}={\cfrac {9R^{2}\gamma \pi }{4E^{*}}}} .
Se definiamo il lavoro di adesione come
{\displaystyle \Delta \gamma =\gamma _{1}+\gamma _{2}-\gamma _{12}}
dove {\displaystyle \gamma _{1},\gamma _{2}} sono le energie adesive delle due superfici e {\displaystyle \gamma _{12}} è un termine di interazione, possiamo scrivere il raggio del contatto JKR come
{\displaystyle a^{3}={\cfrac {3R}{4E^{*}}}\left(F+3\Delta \gamma \pi R+{\sqrt {6\Delta \gamma \pi RF+(3\Delta \gamma \pi R)^{2}}}\right)} .
Il carico di trazione alla separazione è
{\displaystyle F=-{\cfrac {3}{2}}\Delta \gamma \pi R\,}
e il raggio del contatto critico è dato da
{\displaystyle a_{c}^{3}={\cfrac {9R^{2}\Delta \gamma \pi }{4E^{*}}}} .
La profondità critica di penetrazione è
{\displaystyle d_{c}={\cfrac {a_{c}^{2}}{R}}=\left({\cfrac {9}{4}}\right)^{\tfrac {2}{3}}(\Delta \gamma )^{\tfrac {2}{3}}\left({\cfrac {\pi ^{\tfrac {2}{3}}~R^{\tfrac {1}{3}}}{{E^{*}}^{\tfrac {2}{3}}}}\right)} .

### Modello del contatto elastico di Derjagin-Muller-Toporov (DMT)
Il modello di Derjagin-Muller-Toporov (DMT) è un modello alternativo per il contatto adesivo che assume che il profilo del contatto rimanga lo stesso come nel contatto hertziano, ma con interazioni attrattive aggiuntive al di fuori dell'area di contatto.
L'area di contatto tra due sfere dalla teoria DMT è
{\displaystyle a^{3}={\cfrac {3R}{4E^{*}}}\left(F+4\gamma \pi R\right)}
e la forza di strappo è
{\displaystyle F_{c}=-4\gamma \pi R\,}
Quando si raggiunge la forza dello strappo l'area di contatto diventa zero e non c'è nessuna singolarità nelle tensioni di contatto al bordo dell'area di contatto.
In termini del lavoro di adesione {\displaystyle \Delta \gamma }
{\displaystyle a^{3}={\cfrac {3R}{4E^{*}}}\left(F+2\Delta \gamma \pi R\right)}
e
{\displaystyle F_{c}=-2\Delta \gamma \pi R\,}

### Coefficiente di Tabor
Nel 1977, Tabor mostrò che la contraddizione apparente tra le teorie JKR e DMT poteva essere risolta notando che le due teorie erano i limiti estremi di un'unica teoria parametrizzata dal coefficiente di Tabor ({\displaystyle \mu }) definito come
{\displaystyle \mu ={\cfrac {d_{c}}{z_{0}}}\approx \left[{\cfrac {R(\Delta \gamma )^{2}}{{E^{*}}^{2}z_{0}^{3}}}\right]^{1/3}}
dove {\displaystyle z_{0}} è la separazione di equilibrio tra le due superfici a contatto. La teoria JKR si applica a sfere grandi, conformi, per le quali {\displaystyle \mu } è grande. La teoria DMT si applica a sfere piccole, rigide, con piccoli valori di {\displaystyle \mu }.

### Modello del contatto elastico di Maugis-Dugdale

Schema dell'area di contatto per il modello di Maugis-Dugdale.

Un ulteriore miglioramento all'idea di Tabor fu fornito da Maugis che rappresentò la forza superficiale in termini di un'approssimazione della zona coesiva di Dugdale tale che il lavoro di adesione è dato da
{\displaystyle \Delta \gamma =\sigma _{0}~h_{0}}
dove {\displaystyle \sigma _{0}} è la forza massima prevista dal potenziale di Lennard-Jones e {\displaystyle h_{0}} è la separazione massima ottenuta facendo combaciare le aree sotto le curve di Dugdale e Lennard-Jones (vedi figura adiacente). Questo significa che la forza attrattiva è costante per {\displaystyle z_{0}\leq z\leq z_{0}+h_{0}}. Non c'è ulteriore penetrazione nella compressione. Il contatto avviene in un'area di raggio {\displaystyle a} e le forze adesive di ampiezza {\displaystyle \sigma _{0}} si estendono a un'area di raggio {\displaystyle c>a}. Nella regione {\displaystyle a<r<c}, le due superfici sono separate da una distanza {\displaystyle h(r)} con {\displaystyle h(a)=0} e {\displaystyle h(c)=h_{0}}. Il rapporto {\displaystyle m} è definito come
{\displaystyle m={\cfrac {c}{a}}}.
Nella teoria di Maugis-Dugdale, la distribuzione della trazione superficiale è divisa in due parti - una dovuta alla pressione di contatto di Hertz e l'altra alla tensione adesiva di Dugdale. Si assume che il contatto di Hertz è nella regione {\displaystyle -a<r<a}. Il contributo alla trazione superficiale della pressione di Hertz è dato da
{\displaystyle p^{H}(r)=\left({\cfrac {3F^{H}}{2\pi a^{2}}}\right)\left(1-{\cfrac {r^{2}}{a^{2}}}\right)^{1/2}}
dove la forza di contatto di Hertz {\displaystyle F^{H}} è data da
{\displaystyle F^{H}={\cfrac {4E^{*}a^{3}}{3R}}} .
La penetrazione dovuta alla compressione elastica è
{\displaystyle d^{H}={\cfrac {a^{2}}{R}}} .
Lo spostamento verticale a {\displaystyle r=c} è
{\displaystyle u^{H}(c)={\cfrac {1}{\pi R}}\left[a^{2}(2-m^{2})\sin ^{-1}\left({\cfrac {1}{m}}\right)+a^{2}{\sqrt {m^{2}-1}}\right]}
e la separazione tra le due superfici a {\displaystyle r=c} è
{\displaystyle h^{H}(c)={\cfrac {c^{2}}{2R}}-d^{H}+u^{H}(c)} .
La distribuzione della trazione superficiale dovuta alla tensione adesiva di Dugdale è
{\displaystyle p^{D}(r)={\begin{cases}-{\cfrac {\sigma _{0}}{\pi }}\cos ^{-1}\left[{\cfrac {2-m^{2}-{\cfrac {r^{2}}{a^{2}}}}{m^{2}\left(1-{\cfrac {r^{2}}{m^{2}a^{2}}}\right)}}\right]&\quad \mathrm {per} \quad r\leq a\\-\sigma _{0}&\quad \mathrm {per} \quad a\leq r\leq c\end{cases}}} .
La forza adesiva totale è data allora da
{\displaystyle F^{D}=-2\sigma _{0}m^{2}a^{2}\left[\cos ^{-1}\left({\cfrac {1}{m}}\right)+{\frac {1}{m^{2}}}{\sqrt {m^{2}-1}}\right]} .
La compressione dovuta all'adesione di Dugdale è
{\displaystyle d^{D}=-\left({\cfrac {2\sigma _{0}a}{E^{*}}}\right){\sqrt {m^{2}-1}}}
e il divario a {\displaystyle r=c} è
{\displaystyle h^{D}(c)=\left({\cfrac {4\sigma _{0}a}{\pi E^{*}}}\right)\left[{\sqrt {m^{2}-1}}\cos ^{-1}\left({\cfrac {1}{m}}\right)+1-m\right]} .
La trazione netta sull'area di contatto è data allora da {\displaystyle p(r)=p^{H}(r)+p^{D}(r)} e la forza di contatto netta è {\displaystyle F=F^{H}+F^{D}}. Quando {\displaystyle h(c)=h^{H}(c)+h^{D}(c)=h_{0}} la trazione adesiva cade a zero.
A questo stadio sono introdotti valori non dimensionalizzati di {\displaystyle a,c,F,d} che sono definiti come
{\displaystyle {\bar {a}}=\alpha a~;~~{\bar {c}}:=\alpha c~;~~{\bar {d}}:=\alpha ^{2}Rd~;~~\alpha :=\left({\cfrac {4E^{*}}{3\pi \Delta \gamma R^{2}}}\right)^{1/3}~;~~{\bar {A}}:=\pi c^{2}~;~~{\bar {F}}={\cfrac {F}{\pi \Delta \gamma R}}} .
In aggiunta, Maugis propose un parametro {\displaystyle \lambda } che è equivalente al coefficiente di Tabor. Questo parametro è definito come
{\displaystyle \lambda =\sigma _{0}\left({\cfrac {9R}{2\pi \Delta \gamma {E^{*}}^{2}}}\right)^{1/3}=1,16\mu }
dove la tensione coesiva del gradino {\displaystyle \sigma _{0}} uguaglia la tensione teorica del potenziale Lennard-Jones
{\displaystyle \sigma _{th}={\cfrac {16\Delta \gamma }{9{\sqrt {3}}z_{0}}}} .
Zheng e Yu  suggerirono un altro valore per la tensione coesiva del gradino 
{\displaystyle \sigma _{0}=\exp \left(-{\cfrac {223}{420}}\right)\cdot {\cfrac {\Delta \gamma }{z_{0}}}\approx 0,588{\cfrac {\Delta \gamma }{z_{0}}}}
per corrispondere al potenziale di Lennard-Jones, che conduce a
{\displaystyle \lambda \approx 0.663\mu } .
Allora la forza di contatto netta può essere espressa come
{\displaystyle {\bar {F}}={\bar {a}}^{3}-{\cfrac {4}{3}}~\lambda {\bar {a}}^{2}\left[{\sqrt {m^{2}-1}}+m^{2}\sec ^{-1}m\right]}
e la compressione elastica è
{\displaystyle {\bar {d}}={\bar {a}}^{2}-{\cfrac {4}{3}}~\lambda {\bar {a}}{\sqrt {m^{2}-1}}} .
L'equazione per il divario coesivo tra i due corpi prende la forma
{\displaystyle {\cfrac {\lambda {\bar {a}}^{2}}{2}}\left[(m^{2}-2)\sec ^{-1}m+{\sqrt {m^{2}-1}}\right]+{\cfrac {4\lambda {\bar {a}}}{3}}\left[{\sqrt {m^{2}-1}}\sec ^{-1}m-m+1\right]=1} .
Questa equazione può essere risolta per ottenere i valori di {\displaystyle c} per vari valori di {\displaystyle a} e {\displaystyle \lambda }. Per grandi valori di {\displaystyle \lambda }, {\displaystyle m\rightarrow 1} e si ottiene il modello JKR. Per piccoli valori di {\displaystyle \lambda } si ritrova il modello DMT.

### Modello di Carpick-Ogletree-Salmeron (COS)
Il modello di Maugis-Dugdale può essere risolto solo iterativamente se il valore di {\displaystyle \lambda } non è conosciuto a priori. La soluzione approssimata di Carpick-Ogletree-Salmeron  semplifica il processo usando la relazione seguente per determinare il raggio del contatto {\displaystyle a}:
{\displaystyle a=a_{0}(\beta )\left({\cfrac {\beta +{\sqrt {1-F/F_{c}(\beta )}}}{1+\beta }}\right)^{2/3}}
dove {\displaystyle a_{0}} è l'area di contatto a carico zero, e {\displaystyle \beta } è un parametro di transizione che è legato a {\displaystyle \lambda } da
{\displaystyle \lambda =-0,924\ln(1-1,02\beta )}
Il caso {\displaystyle \beta =1} corrisponde esattamente alla teoria JKR mentre {\displaystyle \beta =0} corrisponde alla teoria DMT.
Per i casi intermedi {\displaystyle 0<\beta <1} il modello COS corrisponde strettamente alla soluzione di Maugis-Dugdale per {\displaystyle 0,1<\lambda <5}.